# Kaple svatého Petra a Pavla (Biskoupky)
Kaple svatého Petra a Pavla je římskokatolická kaple v obci Biskoupky v okrese Brno-venkov.

## Historie
Kaple byla postavena v roce 1840 na návsi v obci Biskoupky. Jde o kapli ve farnosti Řeznovice, bohoslužby se zde slouží jednou měsíčně (poslední sobotu v měsíci). Po roce 2010 prošla rekonstrukcí.